# Мнацаканян, Арамаис Навасардович
Арамаис Навасардович Мнацаканян — советский партийный и государственный деятель.

## Биография
До 1937 года — редактор газеты «Кармир Зангезур». В 1937 г. исключен из партии, в 1938 г.- восстановлен.
Участник Великой Отечественной войны, редактор газеты «Боец РККА».
После войны — 1-й секретарь Кировского районного комитета КП(б) Армении, заведующий Отделом пропаганды и агитации ЦК КП(б) Армении, 1-й секретарь Ереванского окружного комитета КП Армении, директор Армянского филиала Института Маркса — Энгельса — Ленина — Сталина — марксизма-ленинизма при ЦК КПСС, заведующий Сектором Института истории Академии наук Армянской ССР.

## Научная деятельность
Основные труды посвящены истории революционного движения в Закавказье и Армении, участию армянского народа в Великой Отечественной войне.
В книге «Трагедия армянского народа в оценке русской и мировой общественной мысли» (1965) автор на основе преимущественно опубликованных материалов показал отношение царского самодержавия и демократических кругов России к Армянскому вопросу и геноциду армян, рассмотрел реакцию прогрессивной мировой общественности на события 1890-х и 191516 в Турции.
В монографии «Ленин и решение национального вопроса в СССР» Мнацаканян, наряду с другими вопросами, осветил историю подготовки и принятия декрета Совнаркома Сов. России «О Турецкой Армении», который, по мнению автора, являлся актом провозглашения самоопределения Армении, построения Армянской народной республики.
Автор первой изданной в СССР книги о Геноциде «Трагедия армянского народа в оценке русской и всемирной общественной мысли» 1965.

## Сочинения
- Мнацаканян, Арамаис Навасардович. На баррикадах Октября [Текст] / А. Н. Мнацаканян. — Ереван : Айастан, 1973
- Мнацаканян, Арамаис Навасардович. Ленин и решение национального вопроса в СССР [Текст] / А. Н. Мнацаканян. — Ереван : Изд. АН Арм. ССР, 1970. — 364 с. — ISBN 594914
- Вклад армянского народа / А. Н. Мнацаканяна, 40 с. 20 см, Ереван о-во «Знание» АрмССР 1985
- Маршал Баграмян: (Очерк жизни и деятельности) , 314 с. 18 л. ил. 20 см, Ереван Айастан 1978
- Плодотворная жизнь : (Докум. очерк о жизни и парт.-гос. деятельности Е. Вартаняна) / А. Н. Мнацаканян, Г. Х. Мартиросян, 134,[1] с. 20 см, Ереван Айастан 1988
- Развитие и сближение наций в СССР / А. Н. Мнацаканян, 202 с. 20 см, Ереван Изд-во АН АрмССР 1984

## Достижения
- доктор исторических наук (1957)

## Награды
- Орден Красной Звезды